# El Día (Alicante)
El Día fue un periódico español editado en la ciudad de Alicante entre 1915 y 1937.

## Historia
Fundado en 1915 bajo el lema de «Portavoz de los pueblos de Alicante», en sus orígenes fue una publicación de línea liberal aunque acabaría adoptando posiciones más conservadoras. En 1926 fue adquirido por el poeta Juan Sansano Benisa, que además ejercería como su director. Durante la Segunda República adoptó posiciones cercanas al tradicionalismo. El 20 de febrero de 1936 su redacción y talleres fueron asaltados, no volviendo a publicarse hasta el 1 de marzo de ese año. Tras el estallido de la Guerra Civil fue incautado. Continuaría editándose hasta su desaparición en julio de 1937.